# Sân bay quốc tế Governador Jorge Teixeira de Oliveira
Sân bay quốc tế Governador Jorge Teixeira de Oliveira (IATA: PVH, ICAO: SBPV) cũng gọi là Sân bay Porto Velho, hay đơn giản là Sân bay Belmont là sân bay thương mại chính của thành phố Porto Velho ở Rondônia, Brasil. Sân bay này nằm các thành phố 7 km.
Sân bay này được nâng cấp thành quốc tế năm 2002. Năm 2005, có 293.095 lượt khách thông qua sân bay này.

## Các hãng hàng không và các điểm đến
- TAM Airlines (TAM Linhas Aéreas) Brasilia, Ji-Parana
- Gol Transportes Aéreos Brasilia, Manaus